# SCCC
 (mars 2024).
Le SCCC (Serial Concatened Convolutional Code) est un standard de télécommunications pour les communications par satellite. Lancé [Quand ?], il est très semblable au DVB-S2. Cependant, il adresse plutôt la réception de données depuis des satellites d'observation (donc non forcément géostationnaires), que la transmission de flux multimédia.
Les principales différences avec le DVB-S2 sont les suivantes :
- taille des trames. Dans le cas du SCCC, les trames ont une taille constante en nombre de symboles.
- le codage utilisé. Dans le cas du SCCC, il s'agit d'un turbocode.
- les types de modulations utilisées : le SCCC normalise la 64APSK, alors que le DVB-S2 s'arrête à la 32APSK.

Le SCCC, notamment grâce à l'utilisation des turbocodes, mais aussi grâce à certaines caractéristiques choisies pour la partie trammeur, est censé permettre d'obtenir des récepteurs plus simples que les récepteurs DVB-S2 (et donc moins coûteux). Cependant, les récepteurs DVB-S2 pourraient bénéficier de la production de masse (puisque ciblant essentiellement le grand public), et être ainsi disponibles à un cout faible.[Quand ?]